# Liste der Biografien/Weix
Liste der Biografien |
Portal Biografien |
Personensuche
# |
A |
B |
C |
D |
E |
F |
G |
H |
I |
J |
K |
L |
M |
N |
O |
P |
Q |
R |
S |
T |
U |
V |
W |
X |
Y |
Z |
?
 
Wa |
Wc |
Wd |
We |
Wh |
Wi |
Wj |
Wl |
Wn |
Wo |
Wr |
Ws |
Wt |
Wu |
Ww |
Wy |
Wz
 
Wea |
Web |
Wec |
Wed |
Wee |
Wef |
Weg |
Weh |
Wei |
Wej |
Wek |
Wel |
Wem |
Wen |
Weo |
Wep |
Wer |
Wes |
Wet |
Weu |
Wev |
Wew |
Wex |
Wey |
Wez
 
Weia |
Weib |
Weic |
Weid |
Weie |
Weif |
Weig |
Weih |
Weij |
Weik |
Weil |
Weim |
Wein |
Weip |
Weir |
Weis |
Weit |
Weix |
Weiz
Die Liste der Biografien führt alle Personen auf, die in der deutschsprachigen Wikipedia einen Artikel haben. Dieses ist eine Teilliste mit 15 Einträgen von Personen, deren Namen mit den Buchstaben „Weix“ beginnt.

## Weix

### Weixe
- Weixelbaumer, Arnold (* 1953), österreichischer Politiker (ÖVP), Landtagsabgeordneter
- Weixelbaumer, Ignaz (1875–1942), österreichischer Politiker (CSP, VF), Landtagsabgeordneter, Mitglied des Bundesrates
- Weixelberger, Gerhard (1660–1728), österreichischer Zisterzienser und Abt
- Weixelbraun, Dominik (* 2003), österreichischer Fußballspieler
- Weixelbraun, Heinz (* 1963), österreichischer SchauspielerHeinz Weixelbraun (* 1963)

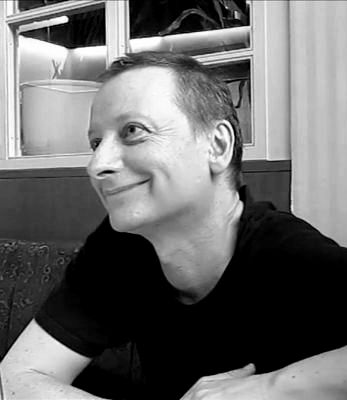
Heinz Weixelbraun (* 1963)

### Weixl
- Weixlbaumer, Elmar (* 1967), österreichischer Unternehmer, Verleger und Buchautor
- Weixlbaumer, Joachim (* 1967), österreichischer Politiker (FPÖ), Abgeordneter zum Vorarlberger Landtag
- Weixler, Andreas (* 1963), österreichischer Komponist und Medienkünstler
- Weixler, Dorrit (1888–1916), deutsche Schauspielerin der Stummfilmzeit
- Weixler, Erich (* 1945), deutscher Fußballspieler
- Weixler, Franz Xaver (1870–1939), deutscher Politiker (BVP), MdR
- Weixler, Franz-Peter (1899–1971), deutscher Fotograf und Kriegsberichterstatter
- Weixler, Grete (* 1896), deutsche Theater- und Stummfilmschauspielerin
- Weixlgärtner, Arpad (1872–1961), österreichischer Kunsthistoriker
- Weixlgärtner, Pepi (1886–1981), österreichisch-schwedische Bildhauerin und Grafikerin